# Colobothea decemmaculata
Colobothea decemmaculata är en skalbaggsart som beskrevs av Bates 1865. Colobothea decemmaculata ingår i släktet Colobothea och familjen långhorningar. Inga underarter finns listade i Catalogue of Life.